# Josef Mattauch
Josef Mattauch (Ostrava, 21 novembre 1895 – Klosterneuburg, 10 agosto 1976) è stato un chimico austriaco.
Docente all'università di Berlino dal 1940, nel 1943 fu nominato direttore dell'Istituto Max Planck per la chimica; dal 1947 al 1965 diresse l'Istituto chimico dell'università di Magonza.
Il suo nome è legato alla Kernphysikalische Tabellen (1942), tabella riassuntiva di tutti i procedimenti di decadimento nucleare degli elementi e i relativi isotopi.